# Gregg Vanzo
Gregg Vanzo (Webster, 8 de abril de 1961) es un animador estadounidense, que ha trabajado en varios programas de televisión como Los Simpson y Futurama, entre otros. También es el fundador de Rough Draft Studios.

## Carrerra
Gregg Vanzo comenzó su carrera como animador en Technological Threat de Bill Kroyer (1988), Amazing Stories de Steven Spielberg (1985-1987) y animador clave del corto de los Looney Tunes Box Office Bunny (1991) antes de comenzar a trabajar en Los Simpson en guiones gráficos, dirección y diseño artístico. A partir de ahí, Vanzo se convirtió en el supervisor en el extranjero de El crítico. Vanzo pasó a desempeñarse como productor ejecutivo de animación para Futurama.
En 1991, con su esposa Nikki, Gregg Vanzo fundó Rough Draft Studios en Seúl, Corea del Sur. El estudio ha producido animaciones para programas como Los Simpson, Futurama, (Des)encanto, Bob Esponja, Beavis and Butt-Head, King of the Hill, The Maxx, The Critic y muchos más. Posteriormente, Rough Draft Studios abrió un estudio hermano en Glendale (California).

## Créditos de dirección

### Episodios deLos Simpson
- «There's No Disgrace Like Home» (codirigida con Kent Butterworth)

### Episodios deFuturama
- «Piloto espacial 3000» (codirigida con Rich Moore)
- «A Fishful of Dollars» (codirigida con Ron Hughart)
- «The Problem with Popplers» (codirigida con Chris Sauve)
- Director supervisor de otros 13 episodios